# La Yerbabuena, Jerécuaro
La Yerbabuena är en ort i Mexiko.   Den ligger i kommunen Jerécuaro och delstaten Guanajuato, i den sydöstra delen av landet, 160 km nordväst om huvudstaden Mexico City. La Yerbabuena ligger 2 066 meter över havet och antalet invånare är 265.
Terrängen runt La Yerbabuena är kuperad österut, men västerut är den platt. Runt La Yerbabuena är det ganska tätbefolkat, med 67 invånare per kvadratkilometer. Närmaste större samhälle är Jerécuaro, 5,6 km väster om La Yerbabuena. I omgivningarna runt La Yerbabuena växer huvudsakligen savannskog.